# NGC 7321
NGC 7321 (również PGC 69287 lub UGC 12103) – galaktyka spiralna z poprzeczką (SBb), znajdująca się w gwiazdozbiorze Pegaza. Odkrył ją William Herschel 17 listopada 1784 roku. Jest to galaktyka z aktywnym jądrem typu LINER.
W galaktyce tej zaobserwowano supernowe SN 2008gj i SN 2013di.